# Spilornis rufipectus
L'aquila serpentaria di Sulawesi (Spilornis rufipectus Gould, 1858) è un uccello rapace della famiglia degli Accipitridi, endemico di Sulawesi.

## Descrizione

### Dimensioni
Misura 41-54 cm di lunghezza e ha un'apertura alare di 105-120 cm.

### Aspetto
Le caratteristiche maggiormente degne di nota dell'aquila serpentaria di Sulawesi sono l'ispida cresta sul capo e la magnifica colorazione rossa del petto. La faccia è nera, resa più chiara da una zona di pelle nuda giallo chiaro intorno agli occhi. La nuca è grigia ed ha un aspetto «squamoso». Il dorso e le ali, di colore marrone scuro, contrastano splendidamente con l'addome marrone-cioccolato finemente striato di bianco. La coda bianca è sbarrata da due larghe bande trasversali nere. Il dimorfismo sessuale, almeno per quanto riguarda la colorazione, è molto spiccato. La femmina ha la testa e le parti inferiori biancastre. La nuca arruffata, il petto e l'addome sono segnati da sottili striature marrone chiaro che risaltano chiaramente sul piumaggio bianco. Il dorso e le ali sono marrone chiaro. La coda marrone è attraversata da due bande trasversali color crema. Sia il maschio che la femmina hanno zampe di colore giallo-arancio..

## Biologia
L'aquila serpentaria di Sulawesi individua le prede mentre è in volo. Il più delle volte attacca da un posatoio, gettandosi in picchiata sul dorso del serpente, che si spezza (i serpenti che cattura non sono molto resistenti) nella presa dei suoi artigli. Se il serpente non è morto, il rapace gonfia le penne e lo colpisce. Lo spesso piumaggio e le zampe squamose gli forniscono una certa protezione contro i serpenti velenosi, ma ciò non gli impedisce di essere morso. Alla fine, il rapace schiaccia il cranio del rettile, che inghiotte intero mentre ancora si agita. Un adulto può ingoiare un serpente di 150 cm, dello spessore del braccio di un uomo. Il serpente ingoiato finisce nello stomaco (e non nel gozzo come nella maggior parte dei rapaci). Se la cattura avviene durante la stagione di nidificazione, il maschio trasporta il serpente al nido nel suo stomaco, non tra gli artigli, con la coda che fuoriesce leggermente dal becco. Questo è un modo sicuro per trasportare la preda: il serpente, ancora agitato, non può né cadere né essere portato via da altri rapaci. Una volta al nido, il rapace tira fuori il serpente con i suoi artigli, o lascia che lo facciano la femmina o i giovani.

### Alimentazione
L'aquila serpentaria di Sulawesi si nutre quasi esclusivamente di rettili (serpenti e lucertole). Occasionalmente, mangia anche piccoli mammiferi e, più raramente, uccelli. Tutte le prede vengono catturate a terra. Gli artigli, brevi, robusti e molto potenti, consentono a questi rapaci di maneggiare queste prede scivolose, a volte letali. Anche altre aquile, all'occasione, si nutrono di rettili, ma nessuna di loro è così ben adattata a questa dieta come le aquile serpentarie e i bianconi.

### Riproduzione
Le aquile serpentarie nidificano sugli alberi, ad un'altezza compresa tra 6 e 20 metri o più, non lontano da un corso d'acqua. I nidi, costruiti con rami e rivestiti con vegetazione, sono piuttosto modesti se si tiene conto delle dimensioni dell'uccello. Superano difficilmente i 60 centimetri di diametro e i 10 centimetri di profondità. I due genitori collaborano alla sua costruzione in un luogo nascosto, abbastanza difficile da individuare. La femmina depone un singolo uovo che cova da sola per un periodo di circa 35 giorni. Entrambi i genitori si occupano di fornire cibo al piccolo, compito che il maschio effettua soprattutto durante i primi giorni. Dopo l'involo, il giovane serpentario staziona in prossimità del nido e rimane dipendente dai genitori ancora per qualche tempo.

## Distribuzione e habitat
L'areale di questa specie è particolarmente limitato. Si estende alla sola Sulawesi e alle vicine isole di Salayar, Muna e Butung, che sorgono a sud e a sud-est di essa. Una sottospecie chiamata S. r. sulaensis è presente nelle isole Banggai e Sula, a est dell'arcipelago. L'aquila serpentaria di Sulawesi frequenta i margini delle foreste e le radure. Si incontra anche nelle foreste secondarie e nelle savane erbose, tra i 300 e i 1000 metri di altitudine.

## Tassonomia
Ne vengono riconosciute due sottospecie:
- S. r. rufipectus Gould, 1858, diffusa a Sulawesi e nelle isole di Salayar, Muna e Butung (al largo delle sue coste meridionali e sud-orientali);
- S. r. sulaensis (Schlegel, 1866), presente nelle isole Banggai e nelle isole Sula, a est di Sulawesi.